# Englewood (Kansas)
Englewood è una città della contea di Clark, Kansas, Stati Uniti. Al censimento del 2010, la popolazione era di 77 abitanti.

## Geografia fisica
Secondo lo United States Census Bureau, ha un'area totale di 1,01 mi² (2,62 km²).

## Storia
Englewood fu fondata nel 1884. Prese il nome dalla città di Englewood (al giorno d'oggi fa parte della città di Chicago), nell'Illinois. Il primo ufficio postale a Englewood fu istituito nel 1885.
Agli inizi del XX secolo, Englewood fu progettata per diventare il capolinea settentrionale della defunta Wichita Falls and Northwestern Railway, una delle proprietà di Frank Kell/Joseph A. Kemp con sede a Wichita Falls, Texas. Il capolinea settentrionale fu in realtà istituito nel 1912 a Forgan, Oklahoma, poi il servizio ferroviario di Forgan terminò nel 1973, quando Altus, Oklahoma, divenne il capolinea settentrionale della società che subentrò.

## Società

### Evoluzione demografica
Secondo il censimento del 2010, la popolazione era di 77 abitanti.

### Etnie e minoranze straniere
Secondo il censimento del 2010, la composizione etnica della città era formata dall'88,3% di bianchi, lo 0,0% di afroamericani, lo 0,0% di nativi americani, l'1,3% di asiatici, lo 0,0% di oceanici, il 10,4% di altre razze, e lo 0,0% di due o più etnie. Ispanici o latinos di qualunque razza erano il 10,4% della popolazione.